# 이영재 (희극인)
이영재(1966년 ~ )는 대한민국의 희극 배우 겸 대학교수이다.

## 출연작

### 방송
- 개그콘서트 (KBS)